# Mina-S
La mina de fragmentación S-Mine (Schrapnellmine, Springmine o Splittermine en alemán), también llamada Bouncing Betty por las tropas inglesas y estadounidenses durante la Segunda Guerra Mundial, es la más conocida de los modelos de minas antipersona saltarinas. Cuando se activaban, estas minas saltaban en el aire y explotaban a una altura de 90 cm. La explosión proyectaba una lluvia de metralla por todas direcciones. La mina-S era una mina antipersona desarrollada por Alemania en la década de 1930 y ampliamente utilizada por el ejército alemán durante la Segunda Guerra Mundial. Fue diseñada para usarse en áreas abiertas contra infantería sin protección. Se produjeron dos versiones, designadas por el año de inicio de su producción: la SMi-35 y la SMi-44. Solo hay diferencias menores entre las dos versiones.
La mina-S entró en producción en 1935 y sirvió como una parte clave de la estrategia de defensa del Tercer Reich. Hasta que la producción cesó por la derrota de Alemania en 1945, Alemania produjo más de 1,93 millones de minas-S. Estas minas causaron numerosas bajas y retrasaron, o incluso rechazaron los avances en territorio alemán durante la guerra. El diseño fue letal, exitoso y muy imitado. La mina-S sigue siendo una de las armas definitivas de la Segunda Guerra Mundial.

## Historia
Las primeras Fuerzas aliadas que encontraron minas-S eran soldados franceses en la región de Sarre, Alemania en septiembre de 1939, durante la que se conoce como la Guerra de broma. La mina-S contribuyó a la retirada de estas incursiones francesas. El rendimiento de estas minas en la región de Sarre afirmó su eficacia en los dirigentes alemanes y llevaron a los Estados Unidos y otros países intentar copiar el diseño. Después de esa experiencia, los franceses apodaron la mina "el soldado silencioso".
Alemania utilizó la mina-S en gran medida durante la defensa de sus territorios ocupados y de la patria alemana durante las invasiones Aliadas de Europa y Norte de África. Las minas fueron producidas en grandes cantidades por las unidades de defensa alemanas. Por ejemplo, el 10º ejército Alemán desplegó más de 23 000 de ellas como parte de la preparación de su defensa durante la invasión Aliada de Italia. Las minas-S fueron desplegadas en las playas de Normandía en la preparación de la invasión del Día D como parte de un programa general de gran minería y fortificación. Las minas fueron posteriormente utilizadas para defender las posiciones alemanas durante la Batalla de Normandía y en la defensa del norte de Francia y la frontera alemana. Las minas-S se utilizaban típicamente en combinación con minas antitanque para resistir los avances de los vehículos blindados e infantería.
Fue durante las acciones Aliadas en Europa la mina-S se ganó el apodo "Bouncing Betty" por parte de soldados de infantería estadounidense. La mina-S tuvo un efecto psicológico en las fuerzas Aliadas, debido a su tendencia a mutilar miembros o hasta los genitales de la infantería en lugar de matarlos. El número de muertos causados por la mina-S no es conocido, ya que no consta si la muerte fue causada por un tipo particular de arma, solo si la muerte se produjo en el curso de la batalla. Las víctimas civiles son aún cuestión de especulación.
La producción de estas minas cesó después del final de la Segunda Guerra Mundial. No se ha descubierto el destino exacto de las existencias restantes, pero se puede asumir que la mayoría fueron destruidas como parte del programa de desarme de Alemania después de su rendición. Es probable que algunas fueran preservadas para el estudio y la ingeniería inversa por los Aliados vencedores. Aparecieron muchas imitaciones en los años posteriores a la Segunda Guerra Mundial.
Durante la ocupación militar de Alemania y la reconstrucción de la posguerra en Europa, el Cuerpo de Ingenieros del Ejército estadounidense, el nuevo gobierno francés establecido, y el Ministerio de Defensa británico participaron en una de las más prolongadas y exitosas operaciones de limpieza de minas de toda Europa Occidental. Francia desplegó una variedad de personal para llevar a cabo esta tarea, incluyendo 49 000 prisioneros de guerra alemanes. Esta operación eliminó la mayoría de campos de minas terrestres en la mitad occidental del continente y fue de gran ayuda para la política alemana de marcar claramente y con precisión los lugares de los campos minados.
Sin embargo, los incidentes de explosiones accidentales de minas terrestres en el norte de África, en los países del ex Pacto de Varsovia, Francia y Alemania, aún ocurren esporádicamente. Norte de África y Europa del Este tienen una cantidad particularmente grande de minas sin estallar de la Segunda Guerra Mundial, perdidas en el desierto u olvidadas por las autoridades. En Libia, por ejemplo, la Cruz Roja estima que más del 27 % de las tierras agrícolas son inutilizables debido a los campos de minas de la Segunda Guerra Mundial. Si bien la documentación de Alemania dice que la mina-S tenía una duración efectiva de dos a siete años, una vez plantadas, la carga explosiva podría estar operativa en la actualidad.